# ولادة

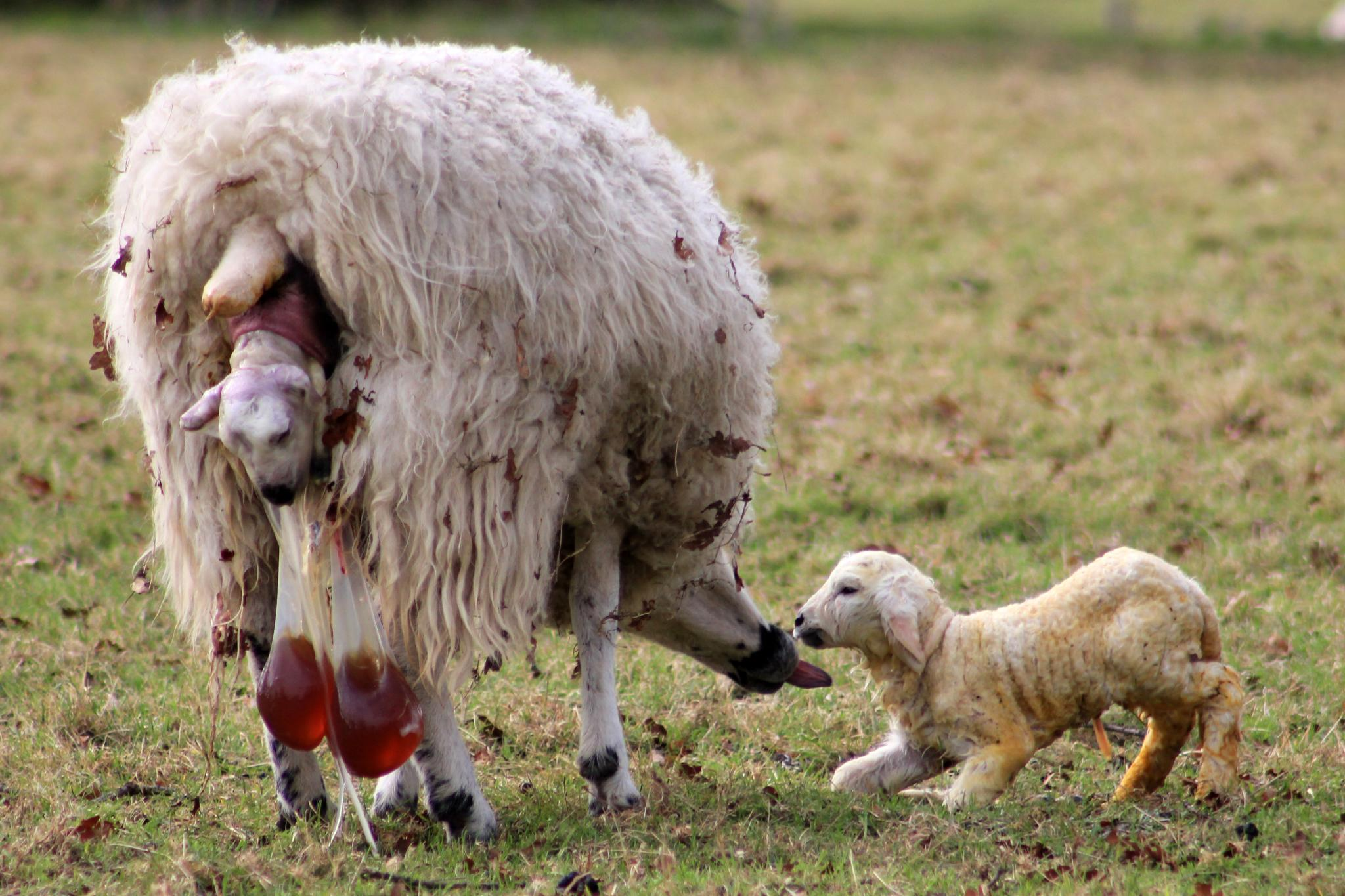
ولادة النعجة: الأم تلعق أول حمل أثناء ولادة الحمل الثاني.

الولادة هي عملية جلب الذُرية. تبدأ هذه العملية في الثدييات عن طريق الهرمونات التي تسبب انقباض عضلات جدار الرحم مخرجة الجنين في مرحلة من النمو أصبح فيها قابلًا للتغذية والتنفس. يولد في بعض الأنواع النسل وهو ناضج ويمكنه التحرك على الفور تقريبا بعد الولادة ولكن في البعض الآخر يولد ويعتمد اعتمادا كليا على الأب أو الأم. يولد الجنين في شعبة الجرابيات وهو في مرحلة غير ناضجة بعد فترة قصيرة من الحمل ثم يتطور بعد ذلك في الجراب الذي تملكه أمه.
ليست فقط الثدييات التي تلد. بعض الزواحف، البرمائيات، الأسماك واللافقاريات تحمل صغارها النامية بداخلها. بعض هذه الحيوانات هي بيض-ولود، حيث يفقس البيض داخل جسم الأم، والبعض الآخر ولود، حيث يتطور الجنين داخل جسدها كما في الثدييات.

## الثدييات
تحمل الثدييات الكبيرة مثل القرود، الماشية، الخيول، بعض الظباء، الزرافات، أفراس النهر، ووحيد القرن، الفيلة، القنادس، الحيتان، الدلافين، وخنازير البحر، عموما  في جنين واحد في الوقت واحد، على الرغم من أنها قد تحمل بتوأم أوحمل متعدد في بعض الأحيان. تماثل عملية الولادة في هذه الحيوانات الكبيرة، عملية الولادة في الإنسان، على الرغم من كون الجنين في معظم الأحيان ناضج. وهذا يعني أنه ولد في حالة أكثر تقدما من الطفل البشري إذ يكون قادرا على الوقوف والمشي والركض (أو السباحة في حالة الثدييات المائية) بعد وقت قصير من الولادة. في حالة الحيتان والدلافين وخنازير البحر، يولد الذيل أولًا مما يقلل من خطر الغرق. الأم تشجع الوليد كي يرتفع إلى سطح الماء للتنفس.
تملك معظم الثدييات الأصغر ولادات متعددة منتجة فوضى من الصغار الذين يبلغ عددهم اثني عشر أو أكثر. يحاط كل جنين من هذه الحيوانات بغشاء سلوي خاص به كما يملك مشيمة منفصلة. والتي تنفصل عن جدار الرحم أثناء المخاض حتى يجد الجنين طريقه نحو قناة الولادة.

### ولادة الإنسان
عادة ما يلد البشر جنينًا واحدة في كل حمل. يُجَهَّز جسم الأم للولادة عن طريق الهرمونات التي تنتجها الغدة النخامية، المبيض والمشيمة. عادة ما يكون طول فترة الحمل من الإخصاب وحتى الميلاد  حوالي 38 أسبوعا (تحدث الولادة عادة بعد 40أسبوعا من آخر دورة شهرية). تستغرق عملية في الغالب الولادة عدة ساعات وعلى ثلاث مراحل. تبدأ المرحلة الأولى بسلسلة تقلصات لا إرادية في عضلات جدران الرحم ويتمدد عنق الرحم تدريجيًا. تبدأ المرحلة النشطة من المرحلة الأولى عند اتساع قطر عنق الرحم أكثر من حوالي 4 سم عندها تصبح الانقباضات أقوى من المعتاد. تضغط الرأس (أو الأرداف في الولادة المقعدية)على عنق الرحم تدريجيا مما يوسعه شيءًا فشيءَا حتى يتوسع بشكل كامل إلى قطر 10 سم. تنفجر عند نقطة ما، الأغشية السلوية فيتسرب السائل (السلوي) الذي يحيط بالجنين (المعروف أيضا باسم تمزق الأغشية أو نزول الماء). في المرحلة الثانية التي تبدأ بعنق الرحم متوسعة بشكل كامل، تطرد التقلصات القوية من الرحم منقبض مع الدفع من قبل الأم الطفل من خلال المهبل، والذي يطلق عليه خلال هذه المرحلة قناة الولادة حيث يحتوي على طفل مع الحبل السري المرافق. في المرحلة الثالثة التي تبدأ من بعد ولادة الطفل، عادة ما تطرد تقلصات أخرى من الرحم المشيمة، الكيس السلوي، الجزء المتبقي من الحبل السري في غضون بضع دقائق.
تحدث تغيرات هائلة في الدورة الدموية للأطفال حديثي الولادة لتمكين التنفس في الهواء. يعتمد الجنين في الرحم على  دوران الدم عبر المشيمة بما في ذلك التبادل الغازي والغذائي.يتجاوز الدم في الطفل الذي لم يولد بعد الرئتين حيث يتدفق عبر الثقبة البيضوية، وهو ثقب في الحاجز الفاصل بين الأذين الأيمن والأذين الأيسر. بعد قطع الحبل السري يبدأ الطفل في تنفس الهواء ويبدأ الدم من البطين الأيمن  في التدفق إلى الرئتين من أجل التبادل الغازي. يعود الدم المؤكسج إلى الأذين الأيسرالذي يضخ إلى البطين الأيسرثم يضخ في الشرايين الرئيسية. نتيجة هذه التغييرات، يتجاوز ضغط الدم في الأذين الأيسر الضغط في الأذين الأيمن، ويؤدي فرق الضغط هذا إلأى إغلاق الثقبة البيضوية بين الجانبين الأيمن والأيسر من القلب. في الوريد السري، الشرايين السري، القناة الوريدية والقناة الشريانية لم يعد لها حاجة للحياة بعد الولادة فتصبح هذه الأوعية الدموية أربطة (بقايا جنينية).

### الماشية
تماثل الولادة في الأبقار الولادة في كبار الثدييات. تمر البقرة عبر ثلاث مراحل من المخاض أثناء الولادة الطبيعية. يبحث الحيوان خلال المرحلة الأولى عن مكان هادئ بعيدا عن بقية القطيع. تتسب التغيرات الهرمونية في ارتخاء الأنسجة الطرية في قناة الولادة حتى يستعد جسم الأم للولادة. لا تكون تقلصات الرحم واضحة من الخارج، لكنها تمنع البقرة من الراحة. لذا تبدو متحفزة أو متوترة، حيث تقف مرة أو تستلقي رافعة ذيلها قليلًا وظهرها متقوس. يُدفع الجنين باتجاه قناة الولادة مع كل انقباض ويبدأ عنق الرحم في التمدد تدريجياً. قد تدوم المرحلة الأولى عدة ساعات، وتنتهي بعنق الرحم متوسعة بشكل كامل. تبدأ المرحلة الثانية عند بروز جزء من الكيس السلوي الذي يحيط بالجنين خلال الفرج، تليها ظهورحوافر العجل الأمامية والرأس في الولادة الأمامية (أو أحيانا الذيل الخلفي في الولادة المقعدية). خلال المرحلة الثانية، تستلقي البقرة عادة على الجانب لدفع العجل كي يتقدم من خلال قناة الولادة. يدل خروج العجل كاملاً (أو العجول في حالات الحمل المتعدد) على نهاية المرحلة الثانية. تقف البقرة على أقدامها ثم تبدأ في لعق العجل بقوة. يأخذ العجل أنفاسه الأولى ويكافح في غضون دقائق من أجل الوقوف على أقدامه. يتم ولادة المشيمة في المرحلة الثالثة والأخيرة من المخاض، والتي عادة ما تُدفع خارجًا في غضون ساعات قليلة تؤكل عادة من قبل الحيوانات العاشبة.

### الكلاب
يطلق على الولادة في الكلاب «الإجراو» أي  ولدت جروًا. تصبح الانقباضات أكثر بين الكلاب عند اقتراب الولادة. يمكن تقسيم الولادة في الكلبة إلى 3 مراحل. المرحلة الأولى هي عندما يتوسع عنق الرحم، مما يسبب عدم الراحة والأرق في الكلبة. العلامات الشائعة في هذه المرحلة هي اللهاث، الصيام، و/أو التقيؤ. وقد تصل هذه المرحلة إلى نصف يوم. المرحلة الثانية هي مرور النسل. تبدو السلوي ككرة لامعة رمادية اللون، وبداخلها جرو. يدفع الجرو عن طريق الفرج. بواسطة المزيد من تقلصات، يطرد الكيس السلوي وتقطع الكلبة الأغشية مطلقة سوائل شفافة وكاشفة عن جرو. تمضغ الأم الحبل السري وتلعق جرو بقوة، مما يحفزه على التنفس. إذا لم يأخذ الجرو أنفاسه الأولى في غضون ست دقائق، فمن المرجح أن يموت. يتتابع المزيد من الجراء بطريقة مماثلة واحدًا بواحد مع ألم أقل من الجرو الأول وتكون الفترة بين كل ولادة حوالي 15-60 دقيقة. يجب أن يستدعى الطبيب البيطري إذا طالت ولادة الجرو عن ساعتين. المرحلة الثالثة هي مرور المشيمة. والتي تحدث غالبا بالتزامن مع المرحلة الثانية مع مرور كل جرو. ثم تأكل الأم عادة المشيمة أو الحبل السري. مما يشكل نوعًا من التكيف من أجل الحفاظ على الوكر نظيف ومنع الحيوانات المفترسة من معرفة مكانهم.

### الجرابيات
يولد رضيع الجرابيات أو (شقبانيات) في غير ناضجة جدا. حيث عادة ما تكون فترة الحمل أقصر من الفترة بين مواسم التزاوج. لا توجد مشيمة ولكن يُحتَفظ بالجنين في كيس أصفر صغير ويتغذى على المَح. تعد أول علامة على أن الولادة وشيكة أن تقوم الأم بتنظيف لها كيسها البطني. يولد الرضيع وردي اللون، أعمى، بلا فرو وطوله بضعة سنتيمترات. يملك الرضيع خياشيم للتنفس واليدين بدائيين التشبث على شعر أمه ولكن رجليه الخلفيتين غير متطورة. فإنه يزحفعبر فراء أمه حيث يجد طريقه إلى جرابها البطني. حيث يتشبث بحلمتها التي تتضخم داخل فمه. يبقى متعلقًا بالحلمة لعدة أشهر حتى ينمو بما فيه الكفاية للخروج. يولد «الجُو-وِي» [[بالانكليزية Joey]] وهو ابن الكانجارو وله «حاجز فموي»؛ والتي تكون أكثر تطورًا في الأنواع دون جرابات أو مع أجربة بدائية مما يعني دورا في الحفاظ على تعلق الرضيع بحلمة الأم.

## الحيوانات الأخرى
تضع الغالبية العظمى من اللافقاريات، معظم الأسماك، الزواحف، البرمائيات وكل الطيور البيض، أي أنها تضع البيض في وجود أو عدم وجود القليل من التطور الجنيني داخل الأم. يقع الإخصاب في الكائنات المائية غالبًا خارج الأنثى بتلاقي الحيوانات المنوية والبويضات التي تتحرر في الماء (يستثنى من ذلك أسماك القرش وأسماك شيطان البحر فالإخصاب  فيها داخل الأنثى). تنتج الملايين من البيض تحسبًا أن عددا صغيرا سيتمكن من البقاء على قيد الحياة. تنتج اللافقاريات الأرضية أعدادًا كبيرة من البيض ينجو عدد قليل منها من خطر الافتراس ويحمل عبء استمرار النوع. تعتمد بعض الأسماك والزواحف والبرمائيات إستراتيجية مختلفة حيث يكثفون جهودهم في إنتاج عدد قليل من الشباب في مرحلة أكثر تقدما والتي من المرجح أن يتمكنوا من البقاء على قيد الحياة إلى سن البلوغ. ترعى الطيور صغارها في العش وتوفر احتياجاتهم بعد الفقس وليس من المستغرب أن النمو داخل الأم لا يحدث في الطيوركي يستطيعوا الطيران.
يعد نمط البيض-ولودية هو نمط التكاثر الذي تبقى فيه الأجنة  داخل البيض في جسم الأم حتى يصبحوا على استعداد للفقس. الحيوانات البيض-ولودية تشبه الحيوانات الولود في وجود الإخصاب الداخلي وولادة الصغار في هيئة متقدمة، ولكن ها تختلف في انعدام المشيمة إذ يتغذى الجنين على (المح) أو صفار البيض. يوفر جسم الأم تبادل الغازات (التنفس), ولكن هذا ضروري إلى حد كبير للحيوانات البائضة أيضا. يفقس البيض في العديد من أسماك القرش  في قناة البيض داخل جسم الأم ويتغذى الجنين عن طريق المح والسوائل التي تفرزها الغدد في جدران قناة البيض. على صغير لمنيات الشكل أن يمارس أكل البيض ، حيث يتغذى أول الأجنة نضجًا على البيض المتبقي، أما صغار قرش الرمل الببري فتلجأ لأكل لحوم الفصيلة حيث يتغذى الجنين الناضج على الأجنة المجاورة. يشبه القرش القريم الثديات فو وجود اتصال مشيم يمستمر مع الجنين ، وهو أكثر مماثلة للثدييات في الحمل من الأسماك الأخرى. حيث يولد الصغار بأعضاء وظيفية بالكامل. غالبية القوازب العمياء هي بيض-ولود حيث تلد بالفعل. عندما ينتهي الصغار من صفار الحويصلات يتغذون على مواد الغذائية يفرز من قبل خلايا بطانة قناة البيض. يعتبر سلمندل جبال الألب والعديد من أنواع الضفدع التنزاني بيض-ولود النامية حيث تبدأ كيرقات داخل قناة البيض داخل جسم الأم البيض لينبثقوا في نهاية المطاف صغارًا مكتملي النمو.

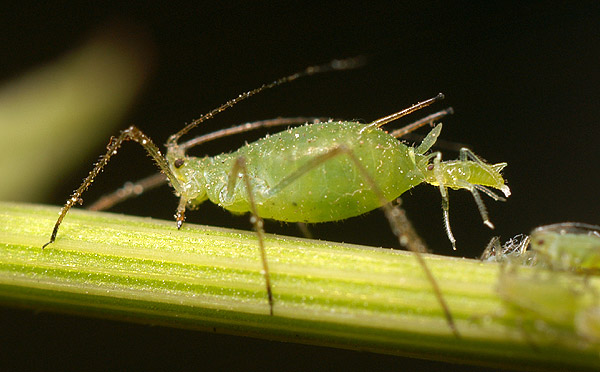
ولادة أنثى المن

تضع غالبية الحشرات البيض ولكن عددًا قليلًا جدا منها تلد صغارها. تحظى حشرة المن بدورة حياة معقدة ففي خلال أشهر الصيف تغدو قادرة على التضاعف بسرعة كبيرة. يعد نوع التكاثر هنا من النوع (البكري) العذري فتنتج الإناث بويضة غير مخصبة داخل أجسادهم. تتطور الأجنة داخل رُحَيْم الأم ليصبحوا استنساخ من أمهاتهم.